# Ludmiła Zajcewa (szachistka)
Ludmiła Gieorgijewna Zajcewa, ros. Людмила Георгиевна Зайцева (ur. 10 lutego 1956 w Ussuryjsku) – rosyjska szachistka i sędzia szachowy, arcymistrzyni od 1986 roku.

## Kariera szachowa
W latach 80. była wielokrotną uczestniczką finałów indywidualnych mistrzostw Związku Radzieckiego. W 1985 r. wystąpiła w turnieju międzystrefowym (eliminacji mistrzostw świata) w Żełeznowodsku, gdzie podzieliła III-IV m., za Martą Lityńską i Wu Mingqian, wspólnie z Agnieszką Brustman. Dogrywka o awans do turnieju pretendentek zakończyła się po dramatycznym przebiegu remisem 3–3, który – z racji lepszej wartościowości dodatkowej – premiował polską szachistkę. W 1990 r. podzieliła II m. (za Zoją Lelczuk, wspólnie z Gundulą Heinatz) w Dreźnie, a w 1991 r. zwyciężyła w Gdyni. Po rozpadzie ZSRR należała do czołówki rosyjskich szachistek. W 1992 r. wystąpiła w reprezentacji kraju na drużynowych mistrzostwach Europy, natomiast w latach 1994 i 1996 – na szachowych olimpiadach, w 1996 r. zdobywając wraz z drużyną brązowy medal. W 1995 r. zajęła II m. (za Tatjaną Szumiakiną) w turnieju strefowym w Orle i po raz drugi w karierze wzięła udział w turnieju międzystrefowym, rozegranym w Kiszyniowie (nie osiągając sukcesu), natomiast w 1996 r. zdobyła w Eliście tytuł mistrzyni Rosji oraz zwyciężyła w memoriale Ludmiły Rudenko, rozegranym w Sankt Petersburgu. W 1998 r. w kolejnym finale mistrzostw Rosji (rozegranym systemem pucharowym) zakwalifikowała się do półfinału, w którym przegrała ze Swietłaną Prudnikową, a w meczu o III miejsce uległa Alisie Gallamowej i ostatecznie zajęła IV miejsce. Od 2000 r. w turniejach klasyfikowanych przez Międzynarodową Federację Szachową wystąpiła jedynie w 2003 r., dzieląc I m. (wspólnie z Jekatieriną Ubijennych) w otwartym turnieju w Sankt Petersburgu.
Najwyższy ranking w karierze osiągnęła 1 lipca 1999 r., z wynikiem 2399 punktów dzieliła wówczas 33-34. miejsce na światowej liście FIDE, jednocześnie zajmując 5. miejsce wśród rosyjskich szachistek).